# 김용민 (1969년)
김용민(金容玟, 1969년 8월 12일 ~ )은 대한민국 대학 교수 겸 정치인이다.
2018년 제7회 지방 선거 경기도 오산 지역구에 출마 후 낙선한 전력이 있다.

## 주요 경력

### 주요 이력
- 경기도 오산시체육·생활체육회 예하 과장
- 오산초등학교 총동문회 사무국장